# Лермонтовский проспект (Москва)
Лермонтовский проспект — улица в Юго-Восточном округе Москвы протяжённостью 2,1 км.
Название дано в честь великого русского поэта Михаила Юрьевича Лермонтова.
Лермонтовский проспект полностью находится в районе Жулебино (административно Выхино-Жулебино) и проходит вдоль Казанского/Рязанского направления МЖД.
Начинается от МКАД и идёт в сторону области, продолжая Рязанский проспект, заканчивается на границе Москвы, перетекая в Октябрьский проспект города Люберец.

## История
Проспект вошёл в состав Москвы в 1986 году, уже со своим нынешним именем. Поскольку к тому времени в Москве уже существовала Лермонтовская площадь, первоначально встал вопрос о переименовании нового проспекта в связи с его одноимённостью. Однако комиссия Моссовета как раз в 1986 году вела оживлённые «бои» с архитекторами по вопросу о возвращении площади и станции метро названия «Красные Ворота». Поэтому Лермонтовский проспект в новом районе Жулебино решили не трогать. Площадь же частично переименовали только в 1992 году.
Кроме того, Лермонтовский проспект, название которого существовало здесь ещё до присоединения Жулебина к Москве, оказался удачно расположенным с учётом давней традиции называть улицы столицы по городам и примечательным местностям, которые находятся в этом направлении от Москвы. Лермонтовский проспект оказался удачно расположенным в направлении усадьбы Тарханы, где прошло детство М. Ю. Лермонтова, что создало вместе с Тарханской улицей в том же Жулебине своеобразный топонимический «куст», связанный с именем поэта.

## Описание
В самом начале по обеим сторонам можно наблюдать пустыри, через которые проходит ЛЭП и нефтепровод Москва—Ярославль.
Примерно через 600 метров от МКАД первый светофор и перекрёсток. От него влево идёт безымянный проезд к АЗС и платформе «Косино», а в правом направлении начинается Привольная улица. Отсюда слева (нечётная сторона) будет наблюдаться сектор старых частных домов, а справа (чётная сторона) — основной жилой массив многоэтажек с магазинами на первом этаже. Здесь же справа начинается дублёр для подъезда к магазинам жилого массива. Через 150 метров находится пешеходный светофор. Почти сразу за ним будет налево отходит дорога к другому концу платформы «Косино», Жулебинской улице и Жулебинскому проезду частного сектора. После первой многоэтажки справа вглубь жилого массива уходит пешеходная Пронская улица. Почти в самой середине проспекта на ещё одном светофоре вправо уходит Хвалынский бульвар, а налево можно повернуть к торговому центру «Феникс».
Именно в этом месте находится станция метро «Лермонтовский проспект» .
За торговым центром стоит тепловая станция, принадлежащая ОАО «МОЭК». Слева вдоль проспекта сразу после торгового центра идёт немного частных домиков. С правой стороны в этом же месте заканчивается основной жилой массив многоэтажек вместе с правым дублёром.
Далее Москва и Люберцы как бы меняются местами: с люберецкой левой стороны стоят вперемешку старые и новые многоэтажки, а с московской стороны можно наблюдать частный сектор из остатков деревни Жулебино.
Примечательно что здесь основной жилой массив кончается новым зданием с номером 16, а частные дома идут сразу с номера 214.
В то же время с правой стороны начиная с 5-го номера идут дома уже Октябрьского проспекта.
Можно сказать что на этом участке вы будете одновременно находится и на Лермонтовском (дома справа) и Октябрьском (дома слева) проспектах.
Там же почти сразу на светофоре налево начнётся Колхозная улица, а чуть подальше вправо в деревенские дома будут уходить друг за другом с 1-го по 4-й Люберецкие проезды, на последнем из которых и кончится сам проспект.
Здесь же на светофоре можно повернуть влево на Парковую улицу или поехать прямо по Октябрьскому проспекту наблюдая справа приветствующую композицию города Люберцы.

## Транспорт
- Станции метро Лермонтовский проспект и Косино.
- Железнодорожные платформы Косино и Ухтомская.
- От метро Выхино автобусы: 177, 323, 346, 373, 414, 431, 463, 669.
- От метро Рязанский проспект: автобус 546.
- Маршрутные такси: 280, 311, 346, 353, 373, 393, 411, 534, 544, 560, 561, 177 м, 669 м.

## Галерея

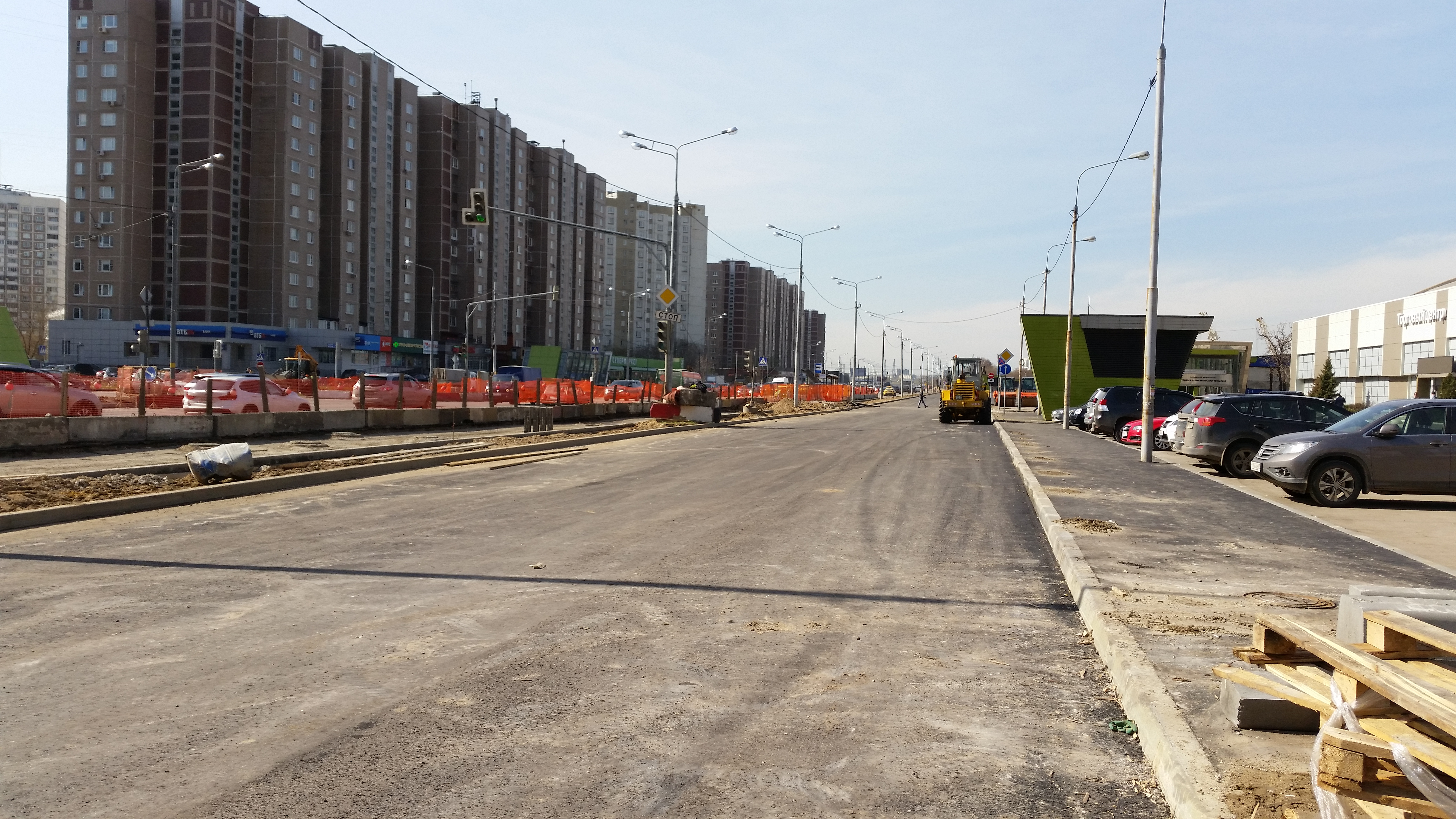
Работы по обустройству дублера дороги около станции метро «Лермонтовский проспект» в апреле 2016 года.
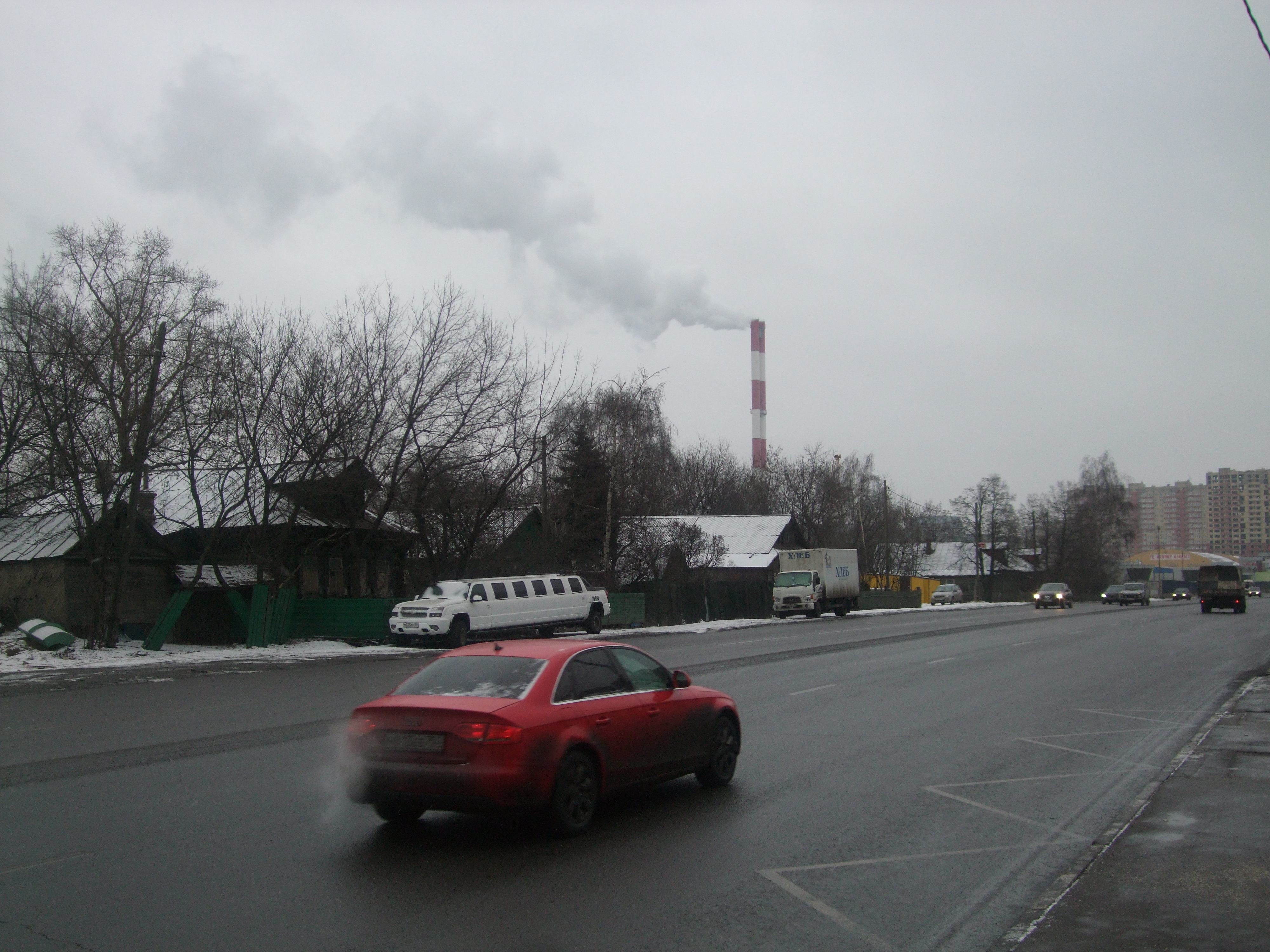
Вид на районную тепловую станцию «Жулебино» (январь 2014 года)